# 오음 (중국 음악)
오음(五音) 또는 오성(五聲)은 중국 전통 음악에서 쓰는 오음음계로, 궁(宮) · 상(商) · 각(角) · 치(徵) · 우(羽) 다섯 음으로 되어 있다.
사기 중 율서에 따르면 각 음의 율수의 비율은 다음과 같다. 궁을 기준으로 해서 삼분손익법을 취한 것이기 때문에, 궁을 기준으로 한 피타고라스 음률과 일치한다.
| 오음                               | 궁 | 상 | 각 | 치 | 우 |
| ---------------------------------- | -- | -- | -- | -- | -- |
| 율수                               | 81 | 72 | 64 | 54 | 48 |
| ‘도’를 기준으로 한 피타고라스 음률 | 도 | 레 | 미 | 솔 | 라 |

## 참고 문헌
1. ↑  s:zh:史記/卷025(s:사기/권025)

## 같이 보기
- 십이율